# Дзержанув (Великопольське воєводство)
Дзержанув (пол. Dzierżanów, нім. Derschenau) — село в Польщі, у гміні Кротошин Кротошинського повіту Великопольського воєводства.
Населення — 231 особа (2011).
У 1975-1998 роках село належало до Каліського воєводства.

## Демографія
Демографічна структура станом на 31 березня 2011 року:
|          | Загалом | Допрацездатний вік | Працездатний вік | Постпрацездатний вік |
| -------- | ------- | ------------------ | ---------------- | -------------------- |
| Чоловіки | 125     | 27                 | 84               | 14                   |
| Жінки    | 106     | 21                 | 66               | 19                   |
| Разом    | 231     | 48                 | 150              | 33                   |